# Ramón Lamoneda Fernández
Ramón Lamoneda Fernández (Begíjar, Jaén, 9 de juny de 1892 - Ciutat de Mèxic, 27 de febrer de 1971) fou un polític socialista andalús.
Als dotze anys es va traslladar amb la seva família a Madrid on va treballar de tipògraf, afiliant-se a les Joventuts Socialistes i posteriorment al Partit Socialista Obrer Espanyol (PSOE) i a la Unió General de Treballadors (UGT). Va desenvolupar una intensa labor sindical en la Federació d'Arts Gràfiques. Va pertànyer a la facció tercerista del PSOE, els partidaris que el partit adoptés les 21 Condicions i s'adherís a la Internacional Comunista.
Davant l'oposició de la direcció i de la majoria de la militància (que inicialment s'havia mostrat partidària d'ingressar en la Komintern), els terceristes, entre els quals es trobava Lamoneda, es van escindir, creant el 13 d'abril de 1921 el Partit Comunista Obrer Espanyol. El PCOE confluiria poc després amb una escissió socialista anterior, el Partit Comunista Espanyol, en el Partit Comunista d'Espanya (PCE).
Lamoneda va tornar durant la Segona República al PSOE. Pertanyent primer al corrent caballerista del partit, va passar després a la centrista encapçalada per Indalecio Prieto. Va ser diputat a Corts per Granada a les eleccions generals espanyoles de 1933 i de 1936 (havia estat triat també a Madrid capital, però va triar representar a Granada) secretari del grup parlamentari socialista en aquesta legislatura i, des de principis de 1936, secretari general del PSOE (va ser l'últim secretari general del PSOE escollit a Espanya fins a la mort de Franco).
Després de la Guerra Civil espanyola es va exiliar a Mèxic. Pertanyent a la facció negrinista del PSOE, va ser expulsat del partit en 1946 juntament amb els partidaris de Negrín (en el XXXVII Congrés del PSOE va ser readmès a la disciplina del partit amb tots els efectes juntament amb 36 militants més, encapçalats per Juan Negrín). El 1951 va ocupar la secretaria general de la Unió Socialista Espanyola, grup que encapçalat per Álvarez del Vayo es va incorporar al Front Espanyol d'Alliberament Nacional en 1964.
La readmissió es va completar amb el lliurament de carnets en l'acte celebrat el 24 d'octubre de 2009 a la seu del PSOE en Madrid rebent el carnet d'afiliat de mans de Alfonso Guerra i Leire Pajín (Secretària d'Organització), per delegació dels fills, Miguel Ull Laita (un dels promotors de la proposta de Resolució al 37 Congrés Federal) que posteriorment, el 12 de desembre de 2009 l'hi va lliurar als seus fills Ramón i Marxina en un acte celebrat en l'Agrupació del PSOE a Ciutat de Mèxic En aquest mateix acte li fou entregat el carnet a la neta de Ramón González Peña, també expulsat i readmès, llavors President del PSOE, Concepción Ramos González.